# 1913年
1913年（1913 ねん）は、西暦（グレゴリオ暦）による、水曜日から始まる平年。大正2年。

## 他の紀年法
- 干支 : 癸丑
- 日本（月日は一致）
  - 大正2年
  - 皇紀2573年
- 中国（月日は一致）
  - 中華民国2年
- 朝鮮（月日は一致）
  - 檀紀4246年[※ 1]
  - 主体2年[※ 2]
- ベトナム
  - 阮朝 : 維新6年11月24日 - 維新7年12月5日
- モンゴル国
  - 共戴2年11月24日 - 共戴3年12月5日
- 仏滅紀元 : 2455年閏9月8日 - 2456年10月4日
- ヒジュラ暦（イスラム暦） : 1331年1月22日 - 1332年2月2日
- ユダヤ暦 : 5673年4月22日 - 5674年4月2日
- 修正ユリウス日(MJD)  19768 - 20132
- リリウス日(LD) : 120609 - 120973

## カレンダー
| 1月 |    |    |    |    |    |    |
| 日  | 月 | 火 | 水 | 木 | 金 | 土 |
|     |    |    | 1  | 2  | 3  | 4  |
| 5   | 6  | 7  | 8  | 9  | 10 | 11 |
| 12  | 13 | 14 | 15 | 16 | 17 | 18 |
| 19  | 20 | 21 | 22 | 23 | 24 | 25 |
| 26  | 27 | 28 | 29 | 30 | 31 |    |
|     |    |    |    |    |    |    |

| 2月 |    |    |    |    |    |    |
| 日  | 月 | 火 | 水 | 木 | 金 | 土 |
|     |    |    |    |    |    | 1  |
| 2   | 3  | 4  | 5  | 6  | 7  | 8  |
| 9   | 10 | 11 | 12 | 13 | 14 | 15 |
| 16  | 17 | 18 | 19 | 20 | 21 | 22 |
| 23  | 24 | 25 | 26 | 27 | 28 |    |
|     |    |    |    |    |    |    |

| 3月 |    |    |    |    |    |    |
| 日  | 月 | 火 | 水 | 木 | 金 | 土 |
|     |    |    |    |    |    | 1  |
| 2   | 3  | 4  | 5  | 6  | 7  | 8  |
| 9   | 10 | 11 | 12 | 13 | 14 | 15 |
| 16  | 17 | 18 | 19 | 20 | 21 | 22 |
| 23  | 24 | 25 | 26 | 27 | 28 | 29 |
| 30  | 31 |    |    |    |    |    |
|     |    |    |    |    |    |    |

| 4月 |    |    |    |    |    |    |
| 日  | 月 | 火 | 水 | 木 | 金 | 土 |
|     |    | 1  | 2  | 3  | 4  | 5  |
| 6   | 7  | 8  | 9  | 10 | 11 | 12 |
| 13  | 14 | 15 | 16 | 17 | 18 | 19 |
| 20  | 21 | 22 | 23 | 24 | 25 | 26 |
| 27  | 28 | 29 | 30 |    |    |    |
|     |    |    |    |    |    |    |

| 5月 |    |    |    |    |    |    |
| 日  | 月 | 火 | 水 | 木 | 金 | 土 |
|     |    |    |    | 1  | 2  | 3  |
| 4   | 5  | 6  | 7  | 8  | 9  | 10 |
| 11  | 12 | 13 | 14 | 15 | 16 | 17 |
| 18  | 19 | 20 | 21 | 22 | 23 | 24 |
| 25  | 26 | 27 | 28 | 29 | 30 | 31 |
|     |    |    |    |    |    |    |

| 6月 |    |    |    |    |    |    |
| 日  | 月 | 火 | 水 | 木 | 金 | 土 |
| 1   | 2  | 3  | 4  | 5  | 6  | 7  |
| 8   | 9  | 10 | 11 | 12 | 13 | 14 |
| 15  | 16 | 17 | 18 | 19 | 20 | 21 |
| 22  | 23 | 24 | 25 | 26 | 27 | 28 |
| 29  | 30 |    |    |    |    |    |
|     |    |    |    |    |    |    |

| 7月 |    |    |    |    |    |    |
| 日  | 月 | 火 | 水 | 木 | 金 | 土 |
|     |    | 1  | 2  | 3  | 4  | 5  |
| 6   | 7  | 8  | 9  | 10 | 11 | 12 |
| 13  | 14 | 15 | 16 | 17 | 18 | 19 |
| 20  | 21 | 22 | 23 | 24 | 25 | 26 |
| 27  | 28 | 29 | 30 | 31 |    |    |
|     |    |    |    |    |    |    |

| 8月 |    |    |    |    |    |    |
| 日  | 月 | 火 | 水 | 木 | 金 | 土 |
|     |    |    |    |    | 1  | 2  |
| 3   | 4  | 5  | 6  | 7  | 8  | 9  |
| 10  | 11 | 12 | 13 | 14 | 15 | 16 |
| 17  | 18 | 19 | 20 | 21 | 22 | 23 |
| 24  | 25 | 26 | 27 | 28 | 29 | 30 |
| 31  |    |    |    |    |    |    |
|     |    |    |    |    |    |    |

| 9月 |    |    |    |    |    |    |
| 日  | 月 | 火 | 水 | 木 | 金 | 土 |
|     | 1  | 2  | 3  | 4  | 5  | 6  |
| 7   | 8  | 9  | 10 | 11 | 12 | 13 |
| 14  | 15 | 16 | 17 | 18 | 19 | 20 |
| 21  | 22 | 23 | 24 | 25 | 26 | 27 |
| 28  | 29 | 30 |    |    |    |    |
|     |    |    |    |    |    |    |

| 10月 |    |    |    |    |    |    |
| 日   | 月 | 火 | 水 | 木 | 金 | 土 |
|      |    |    | 1  | 2  | 3  | 4  |
| 5    | 6  | 7  | 8  | 9  | 10 | 11 |
| 12   | 13 | 14 | 15 | 16 | 17 | 18 |
| 19   | 20 | 21 | 22 | 23 | 24 | 25 |
| 26   | 27 | 28 | 29 | 30 | 31 |    |
|      |    |    |    |    |    |    |

| 11月 |    |    |    |    |    |    |
| 日   | 月 | 火 | 水 | 木 | 金 | 土 |
|      |    |    |    |    |    | 1  |
| 2    | 3  | 4  | 5  | 6  | 7  | 8  |
| 9    | 10 | 11 | 12 | 13 | 14 | 15 |
| 16   | 17 | 18 | 19 | 20 | 21 | 22 |
| 23   | 24 | 25 | 26 | 27 | 28 | 29 |
| 30   |    |    |    |    |    |    |
|      |    |    |    |    |    |    |

| 12月 |    |    |    |    |    |    |
| 日   | 月 | 火 | 水 | 木 | 金 | 土 |
|      | 1  | 2  | 3  | 4  | 5  | 6  |
| 7    | 8  | 9  | 10 | 11 | 12 | 13 |
| 14   | 15 | 16 | 17 | 18 | 19 | 20 |
| 21   | 22 | 23 | 24 | 25 | 26 | 27 |
| 28   | 29 | 30 | 31 |    |    |    |
|      |    |    |    |    |    |    |

## できごと

### 1月
- 1月11日 - チベットとモンゴルが「チベット・モンゴル相互承認条約」を締結
- 1月20日 - 国民党分裂
- 森鷗外『阿部一族』（『中央公論』）

### 2月
- 2月1日 - マニラで第1回極東選手権競技大会開幕（9日まで）
- 2月3日 - アメリカ合衆国憲法修正第16条批准
- 2月5日 - 尾崎行雄が政府弾劾演説を行う（第一次護憲運動）
- 2月10日 - 護憲派の民衆が議会を包囲し暴徒化
- 2月11日 - 第3次桂内閣総辞職（大正政変）
- 2月17日 - ニューヨークで美術展「アーモリーショー」始まる
- 2月20日 - 第1次山本内閣成立
- 2月23日 - 尾崎行雄らが政友倶楽部を結成

### 3月
- 3月4日 - ウッドロウ・ウィルソンが第28代米大統領に就任
- 3月18日 - ゲオルギオス1世暗殺事件（フランス語版）

### 4月
- 4月4日 - 東京で電流殺人事件が発生。11日後、犯人の山口明（当時20歳）が逮捕。7月8日に死刑判決。1915年9月3日死刑執行される[1][出典無効]。
- 4月8日 - アメリカ合衆国憲法修正第17条批准
- 4月24日 - ウールワースビル開業

### 5月
- 5月28日 - アンリ・ベルクソンが心霊研究協会に於いて、講演「「生きている人のまぼろし」と「心霊研究」」。心霊学への偏見を厳しく批判し、心霊学の重要性を強く主張。
- 5月29日 - ストラヴィンスキー『春の祭典』初演
- 5月30日 - バルカン同盟諸国とオスマン帝国との間でロンドン条約締結（第1次バルカン戦争終結）

### 6月
- 6月4日 - 愛知貰い子殺人事件が発覚。
- 6月10日 - 「森永ミルクキャラメル」が発売
- 6月13日 - 軍部大臣現役武官制撤廃
- 6月13日 - 国語調査委員会廃止
- 6月29日 - 第2次バルカン戦争勃発

### 7月
- 7月12日 - 中華民国で袁世凱の専制と国民党弾圧に反対して、第2革命が起こる。

### 8月
- 8月10日 - ブカレスト条約締結（第2次バルカン戦争終結）
- 8月13日 - 吉田岩窟王事件
- 8月16日 - 日本海軍の巡洋戦艦「金剛」が竣工
- 8月21日 - 東北帝国大学が3名の女性の入学を許可し、帝国大学初の女子学生が誕生（女子大生の日）[2][3]
- 8月23日 - コペンハーゲンで人魚姫の像が初公開
- 8月26日 - 木曽駒ヶ岳大量遭難事故
- 8月28日 - 平和宮（後の国際司法裁判所）落成式

### 9月
- 9月1日 - 袁世凱が南京を占領。南京事件が起こる。
- 9月4日 - ワグナー事件
- 9月5日 - 阿部守太郎暗殺事件
- 9月25日 - ロシアのキエフでベイリス事件の裁判が開始された。
- 9月23日 - ローラン・ギャロスが世界初の地中海横断飛行に成功
- 9月29日 - ディーゼルエンジンの発明者ルドルフ・ディーゼルが船上で消息を絶つ

### 10月
- 10月1日 - 横浜勧業共進会開催（11月19日まで）
- 10月6日 - 日本政府が中華民国を承認
- 10月10日 - 臨時大総統であった袁世凱が正式に大総統に就任
- 10月某日 - 和辻哲郎『ニイチェ研究』

### 11月
- 11月6日 - 南アフリカ連邦でマハトマ・ガンディーがインド系炭坑夫の反差別運動中に逮捕
- 11月11日 - ハウス食品（当時の社名浦上糧食工業所）設立。
- 11月14日 - マルセル・プルースト『失われた時を求めて』第1部刊行。自費出版だった。
- 11月22日 - 史上最後の征夷大将軍、徳川慶喜が、午前4時10分に、感冒にて死去。享年77(76歳0か月25日)。
- 11月22日 - 徳川慶喜の死後、勲一等旭日桐花大綬章が授与された。

### 12月
- 12月11日 - 京都法政大学が「私立立命館大学」に改称
- 12月12日 - 1911年に盗難にあったモナ・リザが発見される
- 12月21日 - クロスワードパズルが『ニューヨーク・ワールド』紙に掲載され、クロスワードパズルが広く知られるきっかけとなる。
- 12月23日 - 立憲同志会（後の憲政会）結成
- 12月23日 - アメリカ連邦準備法（英語版）の制定による連邦準備理事会の設立。
- 12月24日 - 第31議会召集

### 日付不詳
- エドムント・フッサール『純粋現象学および現象学的哲学の諸構想』。フッサールの超越論的現象学は、ミュンヘン現象学派との軋轢を生じた。
- 松井須磨子『カチューシャの唄』が大ヒット
- 東北地方が冷夏に見舞われ大凶作。秋の収穫が十分に得られずに飢饉になる[4]。
- 日本で押し麦製造機が開発され、麦飯が手軽に炊けるようになった[5]。

## 芸術・文化・ファッション
- クラシック音楽
  - 世界初の交響曲全曲録音。ベートーヴェンの交響曲第五番。オデオン・オーケストラ、指揮者不詳。長らく、この演奏は弦楽合奏のみであるといわれてきたが、近年、管楽器も加えたフル編成であり、一小節のカットもない完全な全曲録音であることが判明した。ちなみに二番目の演奏はブルーノ・ザイドラー＝ヴィンクラー指揮、ベルリン新フィルハーモニカーのベートーヴェンの第五交響曲。三番目の録音が有名なアルトゥール・ニキシュ指揮、ベルリン・フィルハーモニー管弦楽団によるベートーヴェン第五交響曲である。いずれもこの年。
- 1913年の音楽
  - 5月29日 - ストラヴィンスキーのバレエ『春の祭典』初演。

## 誕生

### 1月
- 1月1日(戸籍上) - 荒正人、文芸評論家（+ 1979年）
- 1月1日 - 高橋太郎、陸軍軍人・二・二六事件の参加将校の一人 (+ 1936年)
- 1月2日 - 林健太郎、歴史学者（+ 2004年）
- 1月4日 - マリエトア・タヌマフィリ2世、サモア大首長（+ 2007年）
- 1月7日 - ジョニー・マイズ、メジャーリーガー（+ 1993年）
- 1月9日 - ドン・B・テータム、ウォルト・ディズニー・プロダクション経営執行委員会議長（+ 1993年）
- 1月9日 - リチャード・ミルハウス・ニクソン、第37代米大統領（+ 1994年）
- 1月10日 - 田中英光、小説家（+ 1949年）
- 1月10日 - 野口晴康、映画監督（+ 1967年）
- 1月10日 - グスターフ・フサーク、チェコスロヴァキアの指導者（+ 1991年）
- 1月12日 - 加藤嘉、俳優（+ 1988年）
- 1月17日 - クロード・コーツ、美術監督（+ 1992年）
- 1月27日 - 横沢七郎、プロ野球選手（+ 2002年）
- 1月31日 - 畑福俊英、プロ野球選手（+ 1981年）

### 2月
- 2月4日 - ローザ・パークス、米国黒人公民権運動活動家（+ 2005年）
- 2月6日 - 徳川慶光、官僚・政治家・陸軍軍人・徳川慶喜の孫（+ 1993年）
- 2月7日 - 織田隆弘、高野山真言宗大僧正（+ 1993年）
- 2月9日 - 市川春代、女優・歌手（+ 2004年）
- 2月11日 - 渡辺敏夫、プロ野球選手（+ 没年不明[戦死]）
- 2月12日 - 飯田房太、海軍軍人・真珠湾攻撃での戦没士官 (+ 1941年)
- 2月16日 - 中原淳一、挿絵画家・人形作家（+ 1983年）
- 2月22日 - 中村信一、プロ野球選手（+ 没年不明）
- 2月24日 - 堀米庸三、歴史学者（+ 1975年）
- 2月26日 - 本田実、アマチュア天文家（+ 1990年）
- 2月26日 - 浅蔵五十吉、陶芸家（+ 1998年）

### 3月
- 3月2日 - ゲオルギー・フリョロフ、ソビエト連邦出身の物理学者（+ 1990年）
- 3月2日 - モート・クーパー、メジャーリーガー（+ 1958年）
- 3月3日 - ロジェ・カイヨワ、フランスの文芸批評家・社会学者・哲学者（+ 1978年）
- 3月5日 - 榊米一郎、電気工学者（+ 2014年[6]）
- 3月6日 - 鷲見四郎、ヴァイオリニスト（+ 2003年）
- 3月6日 - 杉岡華邨、書家（+ 2012年）
- 3月13日 - 江間章子、作詞家・詩人（+ 2005年）
- 3月18日 - 石田波郷、俳人（+ 1969年）
- 3月18日 - ルネ・クレマン、映画監督（+ 1996年）
- 3月22日 - ルー・ワッサーマン、ユニバーサル・スタジオの元社長、名誉会長（+ 2002年）
- 3月23日 - 志摩靖彦、俳優（+ 1991年）
- 3月25日 - 戸塚文子、紀行文作家（+ 1997年）
- 3月26日 - ポール・エルデシュ、数学者（+ 1996年）
- 3月27日 - 植田正治、写真家（+ 2000年）
- 3月27日 - 高橋義孝、ドイツ文学者（+ 1995年）
- 3月28日 - 田岡一雄、三代目山口組組長（+ 1981年）
- 3月28日 - 篠田桃紅、美術家 （+ 2021年）
- 3月28日 - 扇谷正造、ジャーナリスト（+ 1992年）
- 3月28日 - 尾上松緑 (2代目)、歌舞伎役者（+ 1989年）
- 3月30日 - マーク・デイヴィス、アニメーター（+ 2000年）

### 4月
- 4月3日 - 金田一春彦、国語学者（+ 2004年）
- 4月5日 - 佐橋滋、官僚、通産事務次官（+ 1993年）
- 4月13日 - 大宮敏充、コメディアン（+ 1976年）
- 4月15日 - 那須良輔、政治風刺漫画家（+ 1989年）
- 4月20日 - ヴィリー・ヘニッヒ、動物学者（+ 1976年）

### 5月
- 5月4日 - 森繁久彌、俳優（+ 2009年）
- 5月5日 - ハル・キング、アニメーター（+ 1986年）
- 5月5日 - 近藤芳美、歌人（+ 2006年）
- 5月6日 - カーメン・キャバレロ、ピアニスト（+ 1989年）
- 5月12日 - バリントン・ムーア、社会学者（+ 2005年）
- 5月13日 - コンスタンティン・シルヴェストリ、指揮者（+ 1969年）
- 5月18日 - 富永直樹、彫刻家（+ 2006年）
- 5月18日 - シャルル・トレネ、シャンソン歌手、作詞家、作曲家（+ 2001年）
- 5月20日 - 佐々木直吉、海軍軍人・真珠湾攻撃で戦死した九軍神の一人 (+ 1941年)
- 5月21日 - ジーナ・バッカウアー、ピアニスト（+ 1976年）
- 5月27日 - ヴォルス、画家（+ 1951年）
- 5月29日 - 鈴木永二、経営者、三菱化成社長、第6代日経連会長（+ 1994年）

### 6月
- 6月7日 - 芳賀直一、プロ野球選手（+ 没年不明）
- 6月8日 - 保芦邦人、紀文食品創業者（+ 1989年）
- 6月9日 - 倉本信護、プロ野球選手（+ 1983年）
- 6月9日 - 杉浦明平、小説家・評論家（+ 2001年）
- 6月11日 - ヴィンス・ロンバルディ、アメリカンフットボールコーチ（+ 1970年）
- 6月14日 - スタンリー・ブラック、音楽家（+ 2002年）
- 6月15日 - 小篠綾子、ファッションデザイナー（+ 2006年）
- 6月20日 - リリアン・J・ブラウン、推理作家（+ 2011年）
- 6月20日 - 芝利英、ヴォードヴィリアン（+  1945年）
- 6月24日 - 永田武、地球科学者（+ 1991年）
- 6月26日 - モーリス・ウィルクス、計算機科学者（+ 2010年）
- 6月28日 - ジョージ・ロイド、作曲家（+ 1998年）

### 7月
- 7月1日 - 横井英樹、実業家（+ 1998年）
- 7月3日 - 村上重夫、プロ野球選手（+ 1945年）
- 7月7日 - パイントップ・パーキンズ、アメリカ合衆国のブルース・ピアニスト/歌手（+2011年）
- 7月11日 - コードウェイナー・スミス、小説家（+ 1966年）
- 7月12日 - 奥野誠亮、内務官僚・政治家（+ 2016年）
- 7月14日 - ジェラルド・フォード、第38代米大統領（+ 2006年）
- 7月15日 - 入江徳郎、ジャーナリスト（+ 1989年）
- 7月23日 - 小林與三次、内務官僚・実業家、読売新聞社主（+ 1999年）
- 7月30日 - 新美南吉、児童文学作家（+ 1943年）

### 8月
- 8月1日 - 玉川みちみ、女優（+ 1934年）
- 8月4日 - 中村登、映画監督（+ 1981年）
- 8月6日 - 園井恵子、女優（+ 1945年）
- 8月7日 - 北井正雄、プロ野球選手（+ 1937年）
- 8月10日 - 佐々木芳雄、元日本テレビ社長（+ 2007年）
- 8月10日 - 守屋多々志、日本画家（+ 2003年）
- 8月28日 - 田崎潤、俳優（+ 1985年）
- 8月29日 - ペーター・リバール、ヴァイオリニスト（+ 2002年）

### 9月
- 9月3日 - 家永三郎、歴史学者（+ 2002年）
- 9月4日 - 丹下健三、建築家（+ 2005年）
- 9月6日 - レオニダス・ダ・シルバ、サッカー選手（+ 2004年）
- 9月7日 - セメレーニ・オスヴァルド、言語学者（+ 1996年）
- 9月12日 - 豊田英二、トヨタ自動車元社長（+ 2013年）
- 9月12日 - ジェシー・オーエンス、陸上競技選手（+ 1980年）
- 9月22日 - 平塚八兵衛、警視庁刑事（+ 1979年）
- 9月23日 - 吉田秀和、クラシック音楽評論家（+ 2012年）
- 9月23日 - 田中朋次郎、競馬騎手・調教師（+ 2003年）
- 9月24日 - 杉江敏男、映画監督（+ 1996年）
- 9月24日 - 田邊圀男、政治家（+ 2005年）
- 9月28日 - イーディス・パージター、小説家（+ 1995年）
- 9月29日 - 根津嘉一郎 (2代目)、東武鉄道社長（+ 2002年）
- 9月30日 - サミュエル・アイレンベルグ、数学者（+ 1998年）
- 9月30日 - ロバート・ニスベット、社会学者・歴史家（+ 1996年）

### 10月
- 10月12日 - 小島利男、プロ野球選手（+ 1969年）
- 10月15日 - 吉田清治 (文筆家) （+ 2000年）
- 10月22日 - バオ・ダイ、ベトナム阮朝最後の皇帝（+ 1997年）
- 10月22日 - ロバート・キャパ、写真家（+ 1954年）
- 10月26日 - 織田作之助、小説家（+ 1947年）
- 10月30日 - 富士正晴、小説家・詩人（+ 1987年）

### 11月
- 11月1日 - 戸田吉蔵、プロ野球選手（+ 1986年）
- 11月2日 - バート・ランカスター、映画俳優・映画プロデューサー（+ 1994年）
- 11月5日 - ヴィヴィアン・リー、女優（+ 1967年）
- 11月7日 - アルベール・カミュ、小説家（+ 1960年）
- 11月8日 - 団藤重光、刑法学者（+ 2012年）
- 11月8日 - 鈴木芳太郎、プロ野球選手（+ 1978年）
- 11月10日 - 佐藤太清、日本画家（+ 2004年）
- 11月13日 - 江戸川蘭子、歌手・女優（+ 1990年）
- 11月15日 - 宮口精二、俳優（+ 1985年）
- 11月20日 - ヤコフ・ザーク、ピアニスト（+ 1976年）
- 11月22日 - ベンジャミン・ブリテン、作曲家・指揮者・ピアニスト（+ 1976年）
- 11月28日 - 臺弘、医学者・医学博士（+ 2014年）

### 12月
- 12月4日 - 今村泰二、動物学者・ミズダニ研究の世界的権威（+ 2004年）
- 12月10日 - 堺駿二、コメディアン（+ 1968年）
- 12月11日 - 奈良本辰也、歴史家（+ 2001年）
- 12月14日 - 中田ダイマル、漫才師（+ 1982年）
- 12月15日 - 伊東正義、農林官僚・政治家（+ 1994年）
- 12月18日 - アルフレッド・ベスター、小説家（+ 1987年）
- 12月18日 - 高田三郎、作曲家（+ 2000年）
- 12月29日 - 一の宮あつ子、女優（+ 1991年）

## 死去

### 1月
- 1月2日 - レオン・ティスラン・ド・ボール、気象学者（* 1855年）
- 1月4日 - アルフレート・フォン・シュリーフェン、ドイツ帝国の軍人（* 1833年）
- 1月5日 - ルイス・スウィフト、天文学者（* 1820年）
- 1月13日 - 大森兵蔵、YMCA教授（* 1876年）
- 1月20日 - カール・ウィトゲンシュタイン、実業家（* 1847年）
- 1月20日 - ヨハニス・デ・レーケ、土木工学技術者（* 1842年）
- 1月23日 - 江頭安太郎、軍人（* 1865年）
- 1月31日 - ジェイムズ・リンジー、天文学者（* 1847年）

### 2月
- 2月21日 - 高野貞吉、武士（* 1829年）
- 2月22日 - フェルディナン・ド・ソシュール、言語学者・言語哲学者（* 1857年）
- 2月22日 - フランシスコ・マデロ、メキシコ大統領（* 1873年）
- 2月23日 - 加藤泰令、新谷藩主・華族（* 1838年）
- 2月24日 - ヴィルヘルム・クレス、発明家（* 1836年）
- 2月26日 - フェリクス・ドレーゼケ、作曲家（* 1835年）

### 3月
- 3月12日 - アーチボルド・ルシアス・ダグラス、軍人（* 1842年）
- 3月18日 - ゲオルギオス1世、ギリシャ国王（* 1845年）
- 3月18日 - アウグスト・ベーベル、社会主義者・ドイツ社会民主党創設者（* 1840年）
- 3月22日 - ルッジェーロ・オッディ、解剖学者・生理学者（* 1864年）
- 3月31日 - J・ピアポント・モルガン、銀行家、世界の銀行業界にとって唯一最大の存在と言われた[7]（* 1837年）

### 4月
- 4月14日 - ジョン・ウェストレーキ、法学者（* 1828年）
- 4月19日 - フーゴー・ウィンクラー、考古学者・東洋学者（* 1863年）

### 5月
- 5月12日 - ヨーゼフ・バイヤー、作曲家（* 1852年）
- 5月26日 - 坪井正五郎、自然人類学者・理学博士（* 1863年）
- 5月28日 - ジョン・ラボック、銀行家・政治家・生物学者・考古学者（* 1834年）

### 6月
- 6月5日 - クリス・フォン・デア・アーエ、メジャーリーグ監督、オーナー（* 1851年）
- 6月20日 - 松本重太郎、実業家（* 1844年）
- 6月23日 - 荻野吟子、医師・フェミニスト（* 1851年）

### 7月
- 7月9日 - トビアス・アッセル、法律家・ノーベル平和賞受賞者（* 1838年）
- 7月10日 - 有栖川宮威仁親王、皇族・軍人（* 1862年）
- 7月20日 - 林董、幕臣・外務大臣・逓信大臣・華族（* 1850年）
- 7月30日 - 伊藤左千夫、歌人・小説家（* 1864年）
- 7月31日 - ジョン・ミルン、鉱山技師・地震学者・人類学者・考古学者（* 1850年）

### 8月
- 8月7日 - ダーヴィト・ポッパー、チェリスト・作曲家（* 1843年）
- 8月10日 - ヨハンネス・リンナンコスキ、フィンランドの小説家（* 1869年）
- 8月25日 - 田波御白、歌人（* 1885年）
- 8月29日 - フリードリッヒ・ポッケルス、物理学者（* 1865年）
- 8月31日 - エルヴィン・フォン・ベルツ、医師（* 1849年）

### 9月
- 9月2日 - 岡倉天心、美術家・美術史家・美術評論家・教育者・東京美術学校校長・日本美術院創設者（* 1863年）
- 9月4日 - 田中正造、衆議院議員（* 1841年）
- 9月15日 - ヴァーンベーリ・アールミン、東洋学者・旅行者（* 1832年）
- 9月15日 - ダニエル・クロスビー・グリーン、宣教師・建築家（* 1843年）
- 9月15日 - 根岸信五郎、剣術家・剣道家（* 1843年）
- 9月30日 - ルドルフ・ディーゼル、発明家（* 1858年）

### 10月
- 10月10日 - 桂太郎、内閣総理大臣・元老・軍人・華族・初代拓殖大学総長（* 1848年）
- 10月25日 - 堀真五郎、武士・大審院判事（* 1838年）

### 11月
- 11月7日 - アルフレッド・ラッセル・ウォレス、博物学者・生物学者（* 1823年）
- 11月17日 - 弘世助三郎、第百三十三国立銀行創設者・日本生命保険創設者（* 1843年）
- 11月22日 - 徳川慶喜、征夷大将軍・貴族院議員・華族（* 1837年）

### 12月
- 12月7日 - 柳川熊吉、侠客（* 1825年）
- 12月12日 - メネリク2世、エチオピア皇帝（* 1844年）
- 12月13日 - 松平直静、糸魚川藩主・華族（* 1848年）
- 12月16日 - 東條英教、軍人・武士（* 1855年）
- 12月21日 - 小坂善之助、衆議院議員・信濃毎日新聞創設者（* 1853年）
- 12月28日 - 太田資美、松尾藩主・華族（* 1854年）

### 月日不詳
- ホセ・ルイス・イ・ブラスコ、画家・美術教師（* 1838年）

## ノーベル賞
- 物理学賞 - ヘイケ・カメルリング・オネス
- 化学賞 - アルフレッド・ウェルナー
- 生理学・医学賞 - C. R. リシェ Charles Robert Richet
- 文学賞 - ラビンドラナート・タゴール
- 平和賞 - アンリ・ラ・フォンテーヌ Henri La Fontaine